# Stadion Septemwri w Sofii
Stadion Septemwri (bułg. Стадион Септември) – stadion sportowy w Sofii, stolicy Bułgarii. Został otwarty 18 maja 1958 roku. W chwili oddania do użytku mógł pomieścić 25 000 widzów. Swoje spotkania dawniej rozgrywali na nim piłkarze klubu Septemwri Sofia, jednak na początku XXI wieku obiekt został opuszczony i od tego czasu niszczeje.